# Nova Scotia
Nova Scotia (Nederlands: Nieuw-Schotland, Frans: Nouvelle-Écosse, Schots-Gaelisch: Alba Nuadh) is een provincie van Canada met als hoofdstad Halifax. Nova Scotia beslaat een gebied van 55.283 km² waarop 979.115 Nova Scotians wonen (2020).

## Geschiedenis
De eerste Europeanen die zich in het gebied vestigden waren de Fransen. Ze arriveerden er eerst kortstondig in 1604 en stichtten uiteindelijk het stadje Port Royal in het jaar 1605.
Op 29 september 1621 gaf koning Jacobus VI van Schotland de goedkeuring aan graaf Willem Alexander van Stirling om een kolonie te stichten. In 1622 gingen de eerste kolonisten naar Amerika om er nederzettingen te bouwen. Deze pogingen mislukten aanvankelijk en de eerste permanente kolonie kwam er pas in 1629. De kolonie heette Nova Scotia, Latijn voor Nieuw-Schotland, en werd gevestigd op een groot schiereiland tussen Newfoundland en New England. 
Doorheen de 17e en 18e eeuw was er dikwijls gewapend conflict in het gebied en kwam de controle afwisselend de Britten en de Fransen toe. Nova Scotia viel van augustus 1674 tot in 1675 onder de Nederlandse kolonie Nederlands Acadië.
In 1759 werd de vuurtoren van Sambro Island gebouwd aan de westrand van de natuurlijke haven van Halifax. Het is de oudste nog bestaande vuurtoren in Noord-Amerika.

## Geografie

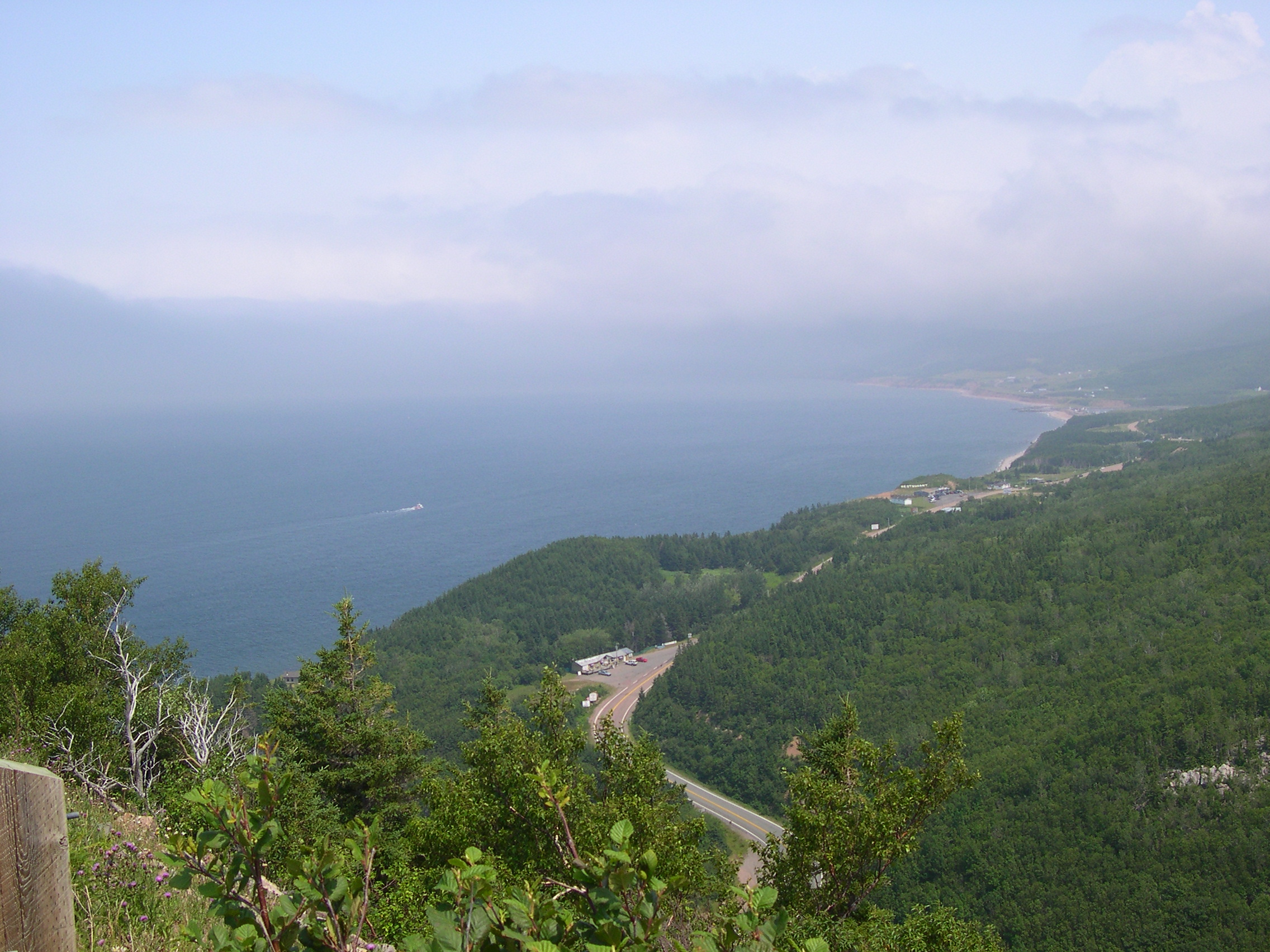
Zicht op de kust van Nova Scotia

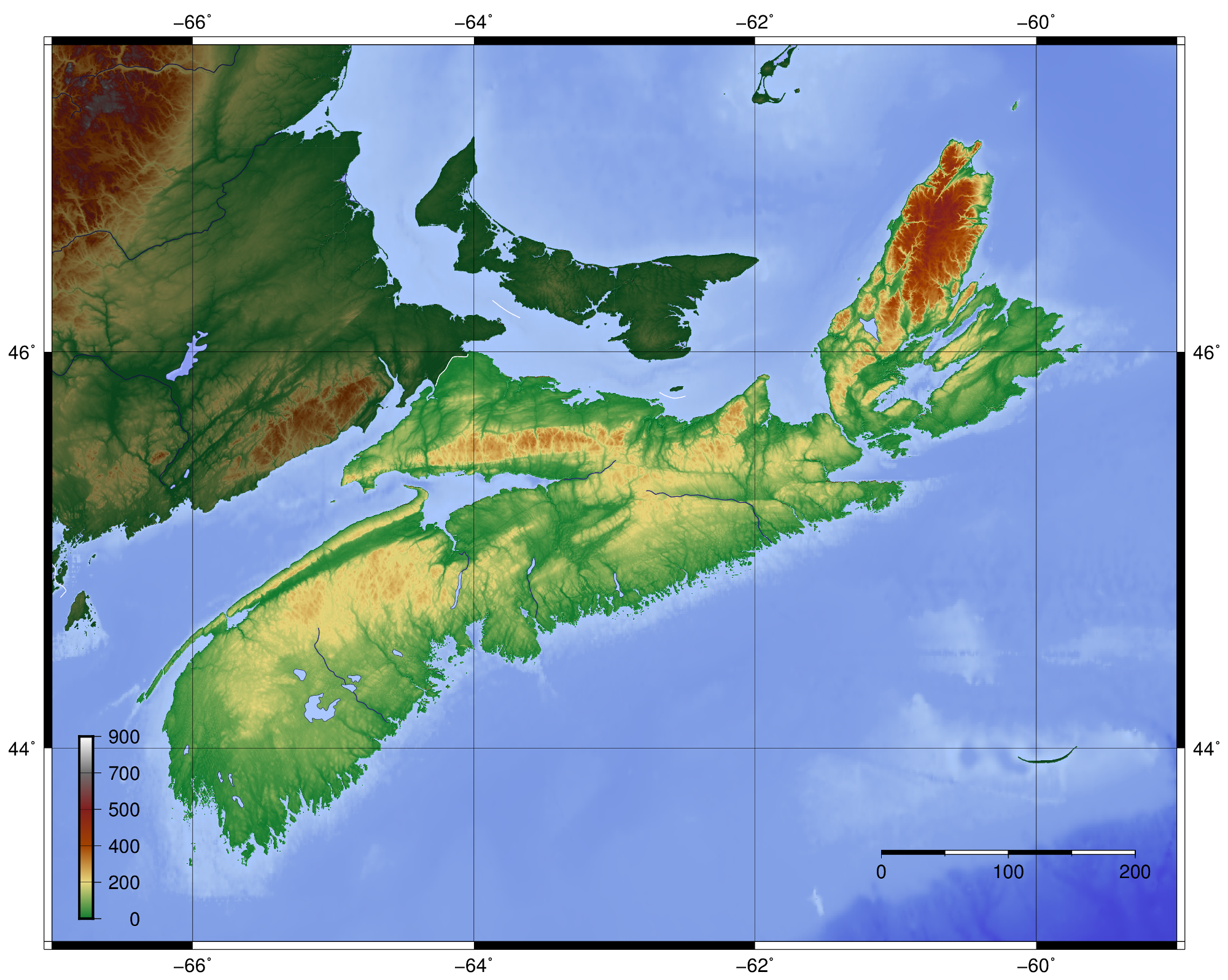
Nova Scotia

Nova Scotia wordt zowel tot de Maritieme Provincies als tot Atlantisch Canada gerekend. Het vasteland van Nova Scotia is een schiereiland, omringd door de Atlantische Oceaan en met verscheidene baaien en mondingen. Het oostelijkste punt van dat schiereiland is Cape Canso. Cape Bretoneiland, een groot eiland ten noordoosten van het vasteland van Nova Scotia maakt ook deel uit van deze provincie, evenals Sable-eiland, een klein maar berucht eiland vanwege de vele scheepswrakken, circa 175 km onder de zuidkust. Nova Scotia is de op één na kleinste provincie (na Prince Edward Island), maar nog altijd groter dan Nederland of België. Geen enkele locatie in deze provincie ligt verder dan 56 kilometer van de kust.
In het uiterste noordoosten, op Cape Bretoneiland, ligt de havenplaats North Sydney die belangrijke veerverbindingen met Newfoundland heeft.
Aan de westkust van het schiereiland Nova Scotia ligt de Fundybaai. Deze is bekend vanwege zijn getijden, het verschil tussen eb en vloed is er namelijk 16 meter. 
Voor de plaatsen in de provincie zie: Lijst van plaatsen in Nova Scotia.

## Klimaat
Alhoewel Nova Scotia bijna helemaal omgeven wordt door water heeft het klimaat meer trekken van een land- dan een zeeklimaat. In de zomer ligt de gemiddelde maximumtemperatuur rond de 23° en in de winter rond de 0°.

## Film en televisie
Verschillende films en tv-series werden opgenomen of spelen zich af in Nova Scotia, zoals de series Haven en Trailer Park Boys. Een ander voorbeeld is de film The Lighthouse, die is opgenomen in Yarmouth. Het kleine Oak Island, waar een mythische schat zou liggen, is ook al in verscheidene tv-series aan bod gekomen, zoals The Curse of Oak Island.

## Bekende inwoners
- Alexander Graham Bell, inwoner van Baddeck Bay